# Universitas Casalium
La Universitas Casalium, era una delle università del Regno (Universitas), sorta sotto la dominazione longobarda e successivamente infeudata con le conquiste dei Normanni. Era l'ente territoriale finalizzata alla giurisdizione e la gestione comune dei territori della Sila. Comprendeva i comuni della fascia presilana della città di Cosenza.

## Storia
Verso la metà del X secolo la situazione militare e politica in Calabria divenne molto precaria. A causa del venir meno dell'autorità dell'Impero romano la valle del Crati e la città di Cosenza vennero sottoposte a continue invasioni saracene e incursioni longobarde.

### Abulcasimo
Intorno all'anno 975, l'Emiro Abulcasimo invase la valle del Crati. Attaccò la città di Cosenza per depredarla, la incendiò e la lasciò bruciare per diversi giorni. Intorno agli anni 985 e 986, l'emiro si accinse ad invadere nuovamente la valle del Crati. I cosentini, consapevoli della ferocia dell'emiro, abbandonarono in massa la città di Cosenza cercando per la seconda volta la salvezza sui monti presilani. La città venne ridotta ad un cumulo di macerie. Molti cosentini si trasferirono definitivamente sulle colline che circondano Cosenza. Nacquero i casali, che come una corona circondano la città, distinti in casali del Manco e casali del Destro, a seconda della posizione rispetto alla valle attraversata del fiume Crati o, con più logica, rispetto alla Consolare Via Popilia provenendo da Roma.

### I Normanni
Nel 1050 la Calabria fu sottomessa da Roberto il Guiscardo, re dei Normanni, con l'aiuto del Papa. Quando 7 anni dopo morì il fratello Umfredo usurpò la Contea di Puglia, ottenendo nel 1059 dal Papa Niccolò II l'investitura di "Dux Apuliae et Calabrie". Il suo successore fu Ruggero II. Questi suddivise il territorio in 21 baglive, cioè degli uffici periferici per la riscossione delle imposte e la raccolta delle collette per i regnanti.

### La nascita della Universitas
Nello stesso periodo, i casali si unirono nella Universitas Casalium, con la città di Cosenza che svolgeva il ruolo di capitale. La Universitas era l'ente territoriale finalizzata alla giurisdizione e la gestione comune dei territori della Sila. Territori dai quali una gran parte della popolazione ricavava i mezzi di sussistenza. Le terre erano disponibili all'uso comune delle popolazioni locali dei casali e di Cosenza. La direzione dell'Universitas era formata dei rappresentanti degli abitanti dei casali e della città di Cosenza. I magistrati che venivano eletti dal consiglio erano 4, di cui due rappresentavano gli interessi dei casali e due quelli dei cosentini. Le riunioni del Consiglio si tenevano nella chiesa madre di Cosenza, non solo perché l'Universitas non aveva una sede propria, ma anche perché l'Universitas si poneva sotto il protettorato dell'autorità ecclesiastica riconosciuta importante e rappresentativa. Compito importante di questo consiglio era quello di provvedere ai bisogni comuni e soprattutto di difendere i cittadini agli abusi dello Stato e del Baglivo della Sila. Furono molti allora i tentativi d'infeudazione di territori della Sila da parte dei potenti feudatari confinanti e di privati che spesso con l'aiuto di funzionari regi corrotti cercavano di abolire i diritti civici con i benefici e le concessioni di cui godeva l'Universitas casalium. L'obiettivo era quello di istituire, su questi territori formalmente demaniali, delle difese private, vietate a tutti e protette con le armi se necessario. Le conquiste normanne vennero minacciate dalla dilagante potenza sveva. Sconfitto Tancredi, ultimo dei normanni, i casalesi temettero rappresaglie da parte sveva ed allora, nel 1196, inviarono presso la corte di Palermo, l'abate Gioacchino da Fiore, al quale i normanni avevano permesso di fondare dei monasteri, per ottenere il riconoscimento dei diritti acquisiti. Il re Enrico VI, grazie all'intercessione della moglie Costanza, riconobbe i diritti.